# Cicle del cotó

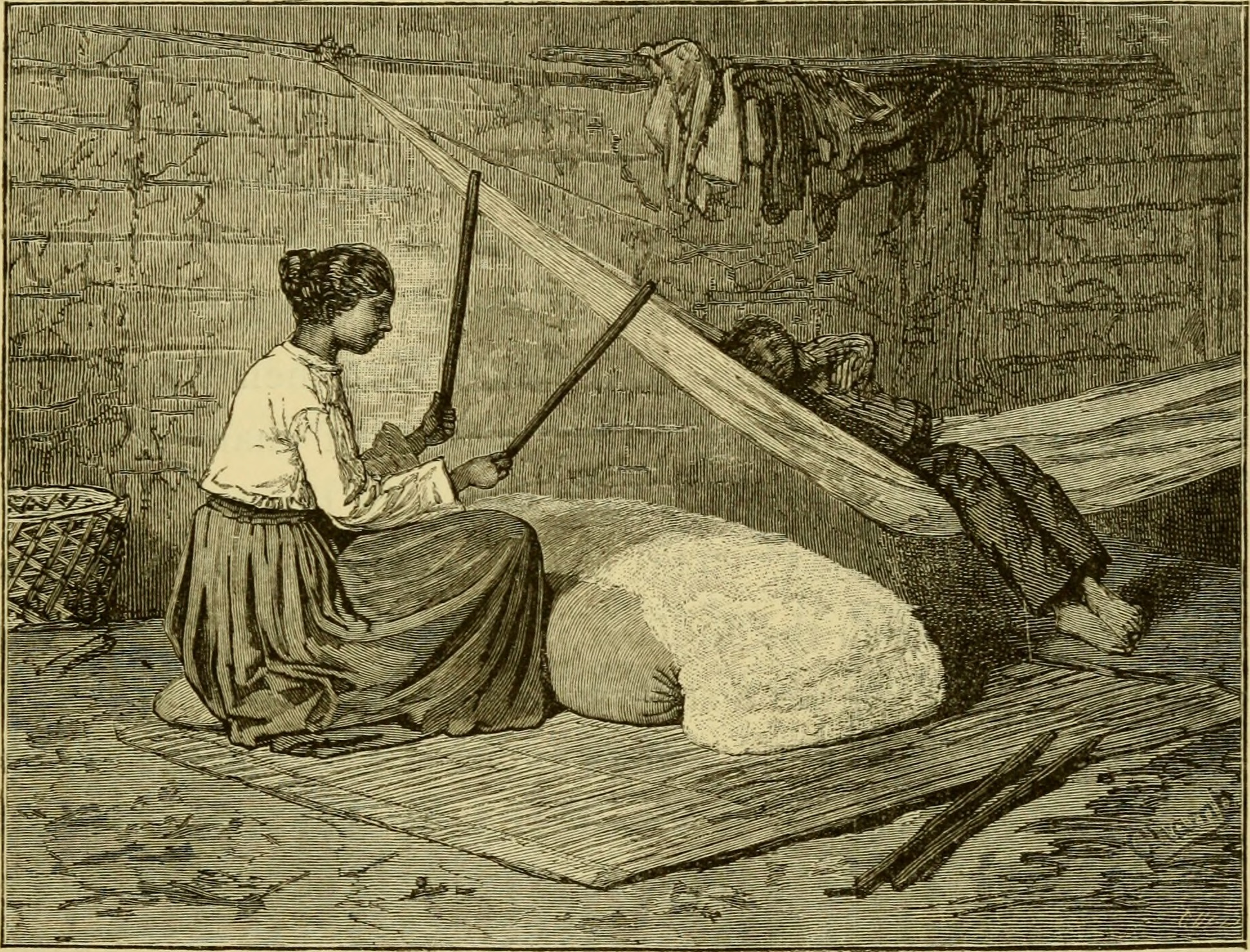
Dona treballant el cotó.

El cicle del cotó fa referència al període en què aquest producte va tenir un gran protagonisme en l'economia brasilera, especialment a Maranhão, entre mitjans del segle xviii i principis del segle xix, sent responsable del fort creixement econòmic d'aquesta regió. En el període colonial, el cotó també es va desenvolupar a la Capitania de São Vicente, des d'on s'exportava el producte a Rio de Janeiro i Bahia. Altres regions el produïen per al consum local, i s'utilitzava per fer draps per vestir els esclaus.
Aquest cicle es va desenvolupar en un context que va implicar la crisi econòmica a la colònia amb la fi del cicle de l'or i la competència entre la producció de sucre al Nord-est i la producció a les Antilles, l'inici de la Revolució Industrial, i la Guerra de la Independència dels Estats Units d'Amèrica (el principal proveïdor del producte a Anglaterra).

## Antecedents
L'any 1621, amb la colònia sota el govern de la Unió Ibèrica, es va fundar l'estat de Grão-Pará i Maranhão, que comprèn els actuals territoris de Maranhão, Ceará, Piauí, Pará i Amazones, subordinats directament a la Corona portuguesa. Les principals activitats econòmiques d'aquesta regió eren el cultiu de la canya de sucre i la producció de sucre, el cultiu del tabac, la ramaderia (per a l'exportació de cuir) i la recollida de cacau. La major part de la població vivia en condicions d'extrema pobresa, sobrevivint recol·lectant, pescant i practicant l'agricultura de subsistència.
A partir de mitjans del segle xvii, l'Estat de Maranhão es va enfrontar a una greu crisi econòmica, ja que des de l'expulsió dels holandesos de la regió Nord-est del Brasil, l'empresa regional de sucre no es podia permetre els elevats costos d'importació d'esclaus africans i va començar a enfrontar-se a la competència del sucre de les Antilles. En aquest context va ser important l'actuació del pare Antônio Vieira (1608-1697), que durant la dècada del 1650, com a Superior de les missions jesuïtes de l'Estat de Maranhão, va implantar les bases de l'acció missionera en la regió: oració, baptisme i educació segons els models de la cultura portuguesa i de l'establert pel Concili de Trento (1545-1563).
Hi va haver un conflicte entre els productors rurals i els jesuïtes, ja que van impedir l'ús de mà d'obra esclava autòctona. Els indígenes evangelitzats constituïen la mà d'obra utilitzada pels religiosos en l'activitat de recollida de les anomenades drogas do sertão. Davant les agressions, la Companyia de Jesús va apel·lar a la Corona portuguesa, que va intervenir i va prohibir l'esclavitud dels indígenes, ja que això no aportava beneficis a la Metròpoli.
En un intent de resoldre el problema, la Corona va establir la Companhia do Comércio do Maranhão (1682), que ostentava el monopoli de tot el comerç a Maranhão durant un període de vint anys, amb l'obligació d'introduir deu mil esclaus africans (a raó de cinc-cents individus anuals), venent-los a terminis, a preus fixos, així com el subministrament de teixits manufacturats i altres béns europeus necessaris per la població local, com el bacallà, els vins i la farina de blat. D'altra banda, hauria d'enviar anualment a Lisboa almenys un vaixell de Maranhão i un altre de Grão-Pará, amb productes locals. El cacau, la vainilla, el pau-cravo i el tabac, produïts a la regió, es vendrien exclusivament a la Companyia, a preus fixos.
Sense poder complir adequadament els compromisos, el funcionament de la Companyia va agreujar la crisi econòmica i va fer créixer el descontentament a la regió, fet que va desencadenar conflictes com la Revolta Beckman. La revolta fou reprimida i posteriorment la Companyia va ser dissolta per la Corona.

## Durant l'era Pombalina

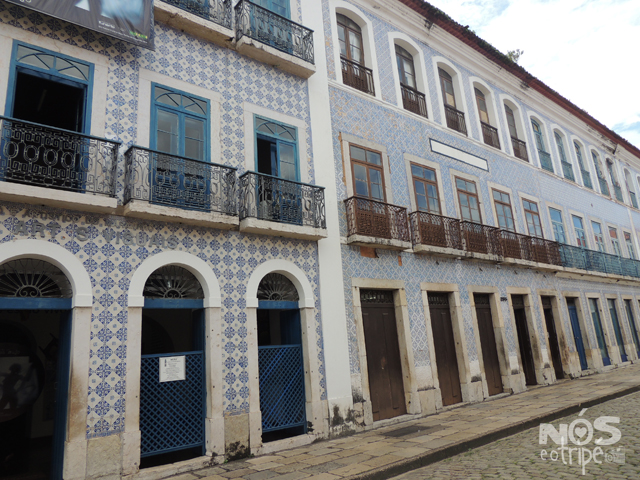
Centre històric de São Luís. Des de 1661, hi ha registres de producció de cotó a Maranhão, però estava destinada al subministrament domèstic.

El 1755, el marquès de Pombal va crear la Companhia Geral de Comércio do Grão-Pará i Maranhão, que se suposava que garantia l'arribada d'africans esclavitzats a la colònia, amb el monopoli de la navegació i el comerç exterior, a més d'oferir crèdit als productors locals i la introducció de millors tècniques agrícoles. Més tard, el marquès també va promoure l'expulsió dels jesuïtes de les colònies portugueses.
El 1772, Marquês de Pombal va dividir l'Estat en dues unitats administratives: l'Estat de Maranhão i Piauí (amb seu a São Luís); i l'Estat de Grão-Pará i Rio Negro (amb seu a Belém).
Amb la creixent demanda de cotó, matèria primera fonamental per a la indústria tèxtil anglesa, així com la interrupció de les exportacions estatunidenques a causa de la Guerra d'Independència americana declarada l'any 1776, la colònia va experimentar un fort creixement econòmic. Un altre comprador important de cotó de Maranhão va ser França.
Entre 1760 i 1771, les exportacions de cotó des de Maranhão van augmentar de 651 a 25.473 arrobes. El moviment anual de vaixells a São Luís va passar de tres a vint-i-sis el 1788.
L'expansió del cultiu del cotó es va produir a la vall del riu Itapecuru, arribant a les ciutats de Caxias i Codó (uns dos terços de la producció) i Coroatá. La producció era transportada pel riu Itapecuru fins al port de São Luís. Altres regions productores es trobaven al riu Mearim, a Alcântara i a Guimarães.

## L'expansió del cultiu del cotó
El 1780, el cotó representava al voltant del 24% de les exportacions brasileres, mentre que el sucre representava al voltant del 34%.
L'any 1818, l'economia de Maranhão va arribar al milió de lliures i va moure 155 vaixells, sent la quarta economia brasilera. En aquella època, São Luís era la quarta ciutat més poblada del Brasil. L'apogeu econòmic d'aquest període es pot representar amb la construcció de les mansions al Centre Històric de São Luís i Alcântara.
El cotó va representar entre el 73% i el 82% de les exportacions de Maranhão a finals del segle xviii i principis del xix.
Al voltant del 83,70% de les exportacions de cotó brasileres provenien de Grão-Pará i Maranhão i Pernambuco (que incloïa Paraíba).
Entre 1791 i 1801, el cotó brasiler era responsable del 40% de la fibra comercialitzada a Liverpool, principal mercat del producte.

## L'esclavitud

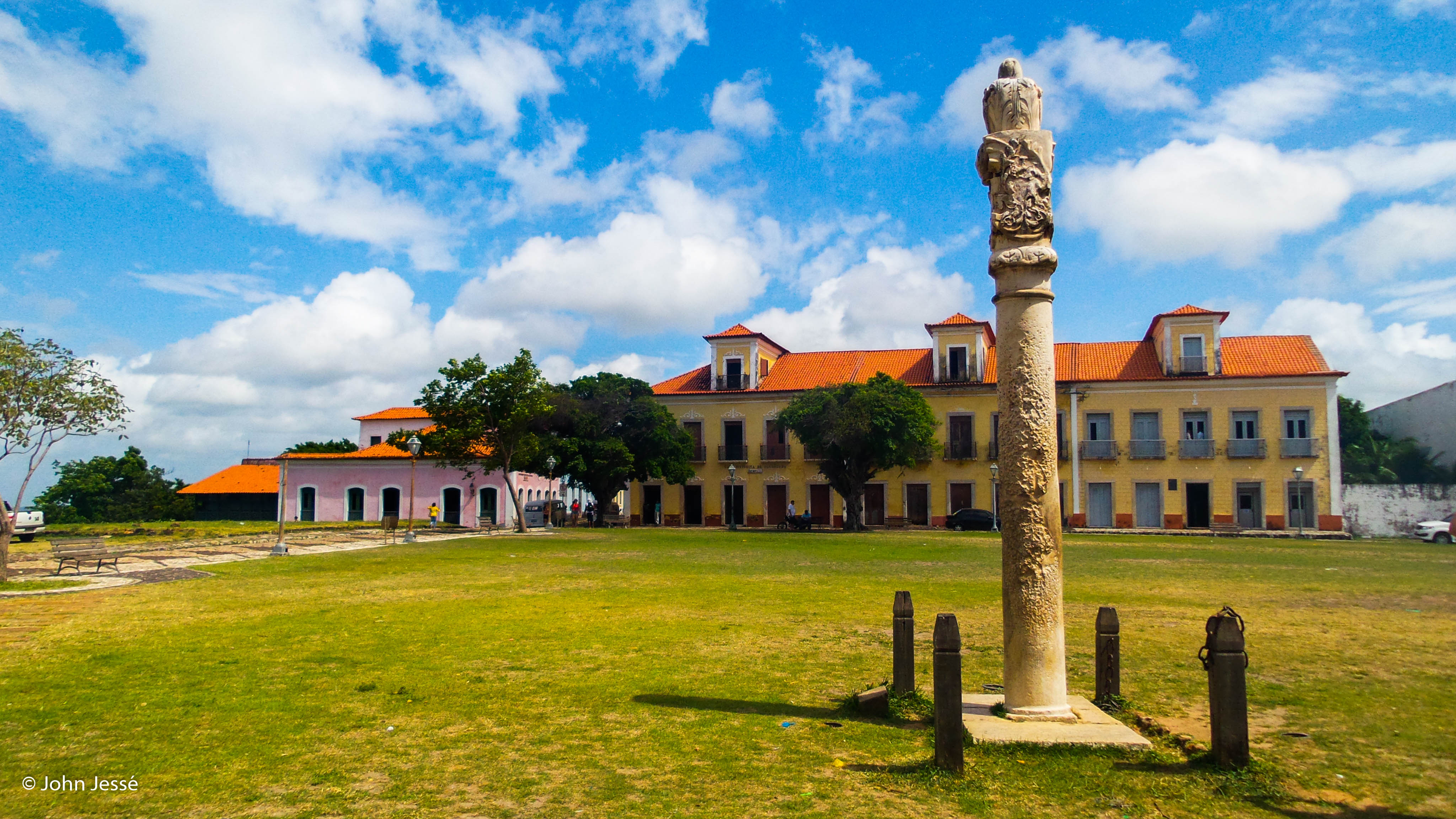
Pelourinho de Alcântara

Entre 1756 i 1788, uns 30.000 africans van desembarcar a Belém i São Luís, el 70% d'ells procedents de Guinea i la resta d'Angola.
L'any 1798, els esclaus representaven el 47% de la població, xifra que va pujar al 55% a la segona dècada del segle xix. Mentre que la població blanca representava el 16%, a la vall d'Itapecuru, el nombre de persones esclavitzades va arribar al 80%.
L'explotació de la mà d'obra esclava va ser un dels factors preponderants del cicle del cotó a Maranhão, provocant un fort canvi demogràfic i social a la colònia, amb efectes que es van estendre fins i tot després de l'abolició de l'esclavitud, com la marcada desigualtat social.

## La decadència econòmica

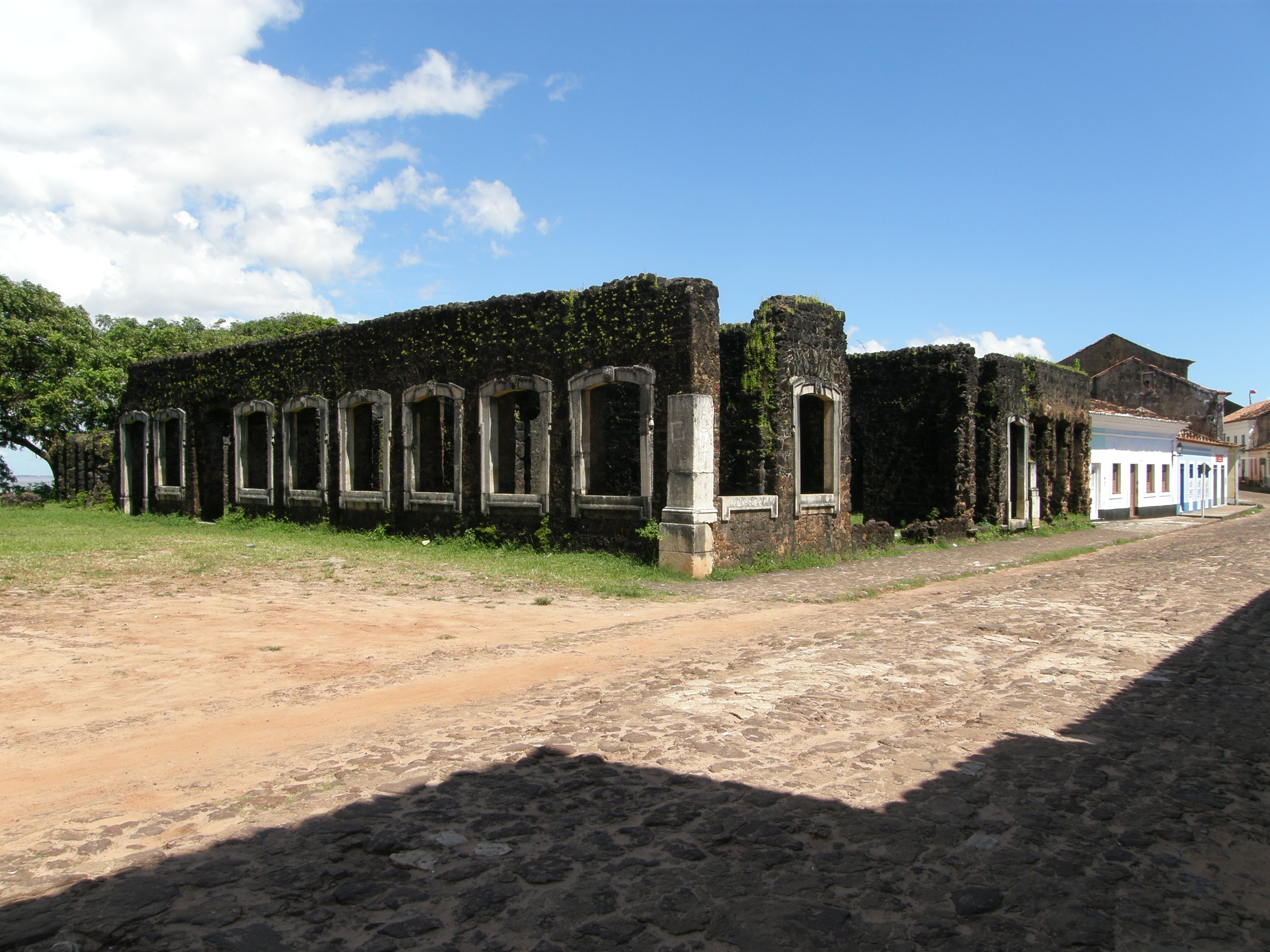
Ruïnes del Palau del Barão de Pindaré, en Alcântara

A partir de 1820, amb el retorn dels Estats Units d'Amèrica al mercat internacional, amb una major productivitat i tècniques més avançades, l'economia de Maranhão va perdre força, amb una caiguda dels preus al voltant del 70%.
En les dècades següents, el cafè va agafar força a l'economia brasilera i va guanyar protagonisme a les exportacions.
La província esdevé inestable econòmicament i socialment, amb conflictes com la Balaiada (1838-1841), moviment popular que s'oposava a l'aristocràcia rural.
Durant la Guerra de Secessió Americana (1860-1865), Maranhão va passar per un breu període d'expansió econòmica, tornant a caure en decadència en les dècades següents, havent d'afrontar encara la fi del tràfic d'esclaus cap al Brasil, el tràfic intern entre les províncies. i més tard l'abolició de l'esclavitud.

## Altres activitats econòmiques
Fins al període Pombalí, la producció d'arròs a Maranhão estava lligada a l'economia de subsistència, amb l'anomenat arroz vermelho (arròs vermell) o de Venècia o de la terra, considerat petit i trencadís.
Amb la creació de la Companhia Geral de Comércio, es va introduir l'anomenat arròs de Carolina (arròs blanc originari de Carolina del Sud) a partir de 1776. Hi va haver resistència dels pagesos, però durant el govern de Joaquim de Mello e Póvoas es va prohibir el conreu d'arròs vermell i es van imposar càstigs als qui desobeïen la determinació.
L'any 1770 es van exportar 627 arrobes d'arròs. Aquesta xifra va pujar a 8.133 arrobes el 1771, 30.212 arrobes el 1772 i 360.000 el darrer any de la Companyia General de Comerç. L'arròs s'exportava a Portugal, que es trobava amb problemes de subministrament de cereals, i des d'allà era importat cap a Venècia i Gènova.
L'arròs va continuar protagonitzant l'economia de Maranhão durant l'Imperi, tot i no tenir la mateixa rendibilitat que el cotó o el sucre. Però es va enfrontar a problemes com la caiguda dels preus, la fi del comerç d'esclaus, la manca d'inversió i els conflictes polítics.
L'arròs té un gran protagonisme en la cuina i el consum de Maranhão, com en el conegut plat arroz de cuxá. Maranhão és el major productor d'arròs del Nord-est i el cinquè productor nacional (2020), però s'ha enfrontat a una reducció de la superfície plantada durant les últimes dècades.